# John James (pilote)
Pas d'image ? Cliquez ici
John James, né le 10 mai 1914 à Packwood (Warwickshire) et mort le 27 janvier 2002, est un ancien pilote anglais de course automobile, qui s'illustra sur circuit dans l'immédiat après guerre, principalement sur Maserati. Hormis de nombreuses courses en Formule Libre, il a notamment participé au Grand Prix de Grande-Bretagne 1951.

## Résultats en championnat du monde de Formule 1
| Saison | Écurie | Châssis          | Moteur                        | Pneus  | GP disputé      | Qualification | Résultat | Points inscrits | Classement |
| ------ | ------ | ---------------- | ----------------------------- | ------ | --------------- | ------------- | -------- | --------------- | ---------- |
| 1951   | Privé  | Maserati 4CLT/48 | Maserati 4 en ligne compressé | Dunlop | Grande-Bretagne | 17e           | Abandon  | 0               | n.c.       |